# Thanatus rubicellus
Thanatus rubicellus är en spindelart som beskrevs av Cândido Firmino de Mello-Leitão 1929. 
Thanatus rubicellus ingår i släktet Thanatus och familjen snabblöparspindlar. Inga underarter finns listade i Catalogue of Life.